# Entodon luteonitens
Entodon luteonitens är en bladmossart som beskrevs av Ferdinand François Gabriel Renauld och Jules Cardot 1900. Entodon luteonitens ingår i släktet Entodon och familjen Entodontaceae. Inga underarter finns listade i Catalogue of Life.